# Campylomyza squamata
Campylomyza squamata är en tvåvingeart som beskrevs av Marshall 1896. Campylomyza squamata ingår i släktet Campylomyza och familjen gallmyggor. Inga underarter finns listade i Catalogue of Life.